# 충고 (후한)
충고(种暠, 103년 ~ 163년 음력 2월)는 후한 중기 ~ 말기의 관료로, 자는 경백(景伯)이며 하남윤 낙양현(雒陽縣) 사람이다. 중산보의 후손이며, 아버지는 정도령(定陶令)을 지냈다.

## 사적

### 발탁
가산이 3천만 금이나 되었는데, 아버지가 죽자 일족과 마을 사람들 중 가난한 자들에게 나누어 주고 명성과 이익을 좇는 자와 사귀지 않았다. 현의 문하사(門下史)가 됨으로써 관직 생활을 시작하였다.
이때 하남윤 전흠(田歆)이 효렴에 천거할 인재를 구하기 위하여 외조카 왕심(王諶)에게 도와줄 것을 청하였다. 다음날 왕심은 빈객을 배웅하다가 충고를 보았고, 그를 비범하게 여겨 전흠에게 이를 알렸다. 전흠은 왕심의 말을 웃어넘겼다.
| “ | 산천에 숨어있는 사람이 아니라, 낙양의 관리가 인재란 말인가? | ” |

| “ | 산천에 반드시 인재가 있는 것은 아니고, 인재가 반드시 산천에서 살아야 하는 것은 아닙니다. | ” |

왕심이 재차 권하니, 전흠은 충고를 불러들여 주부(主簿)로 삼았다. 충고는 곧 효렴에 천거되어 태위부(太尉府)에 벽소되었고, 고제(高第)로 천거되었다.

### 관직 생활
영화 6년(141년), 시어사(侍御史)가 되었다. 이때 조정에서는 두교(杜喬) · 주거(周舉) · 장강(張綱) 등 여덟 명을 파견하여 각지의 비리를 밝혀내도록 하였는데, 이들이 적발하여 상주하는 것이 많았다. 이에 대장군 양기와 환관들은 적발을 멈출 것을 탄원하였고, 과연 순제는 상주를 무시하였다. 충고는 몸소 이를 조사하여 두교 등이 탄핵한 촉군태수 유선(劉宣) 등의 잘못을 밝혀내고, 삼공과 대장군의 부서에서 친족으로서 자사나 태수가 된 자들 중 재산을 감춘 자를 밝혀낼 것을 상주하니 순제는 이를 받아들였다.
이후 충고는 태자를 보살피는 역할을 맡았는데, 중상시(中常侍) 고범(高梵)이 수레 한 대를 대동하여 태자를 맞이하였다. 태부 두교는 의심하여 따라가고 싶지 않았으나, 환관을 두려워하여 제 주장을 펼치지 못하였다. 충고가 두교에게 말하였다.
| “ | 태자는 장차 제위를 이으실 분이니, 목숨을 걸어야 합니다. 지금 중상시가 조서도 없이 왔으니, 어찌 간사한 일을 꾸민 바가 없다고 할 수 있겠습니까? 오늘 당장 죽여야 합니다. | ” |

고범은 급히 돌아가 순제에게서 조서를 받아 태자를 찾아가니, 비로소 태자가 나갔다. 두교는 충고의 행동을 보고 자신의 행태를 부끄러워하였으며, 순제 또한 충고를 크게 치하하여 그 명성을 오랫동안 떨쳤다.
연희 4년(161년), 대사농에서 사도로 승진하였다.

### 죽음
연희 6년(163년) 2월 무오일, 재임 중 죽었다. 아들 충불·손자 충소는 모두 후한 조정을 위하여 병력을 이끌고 싸우다가 죽었다.